# Kirche Hl. Sava (Drvar)

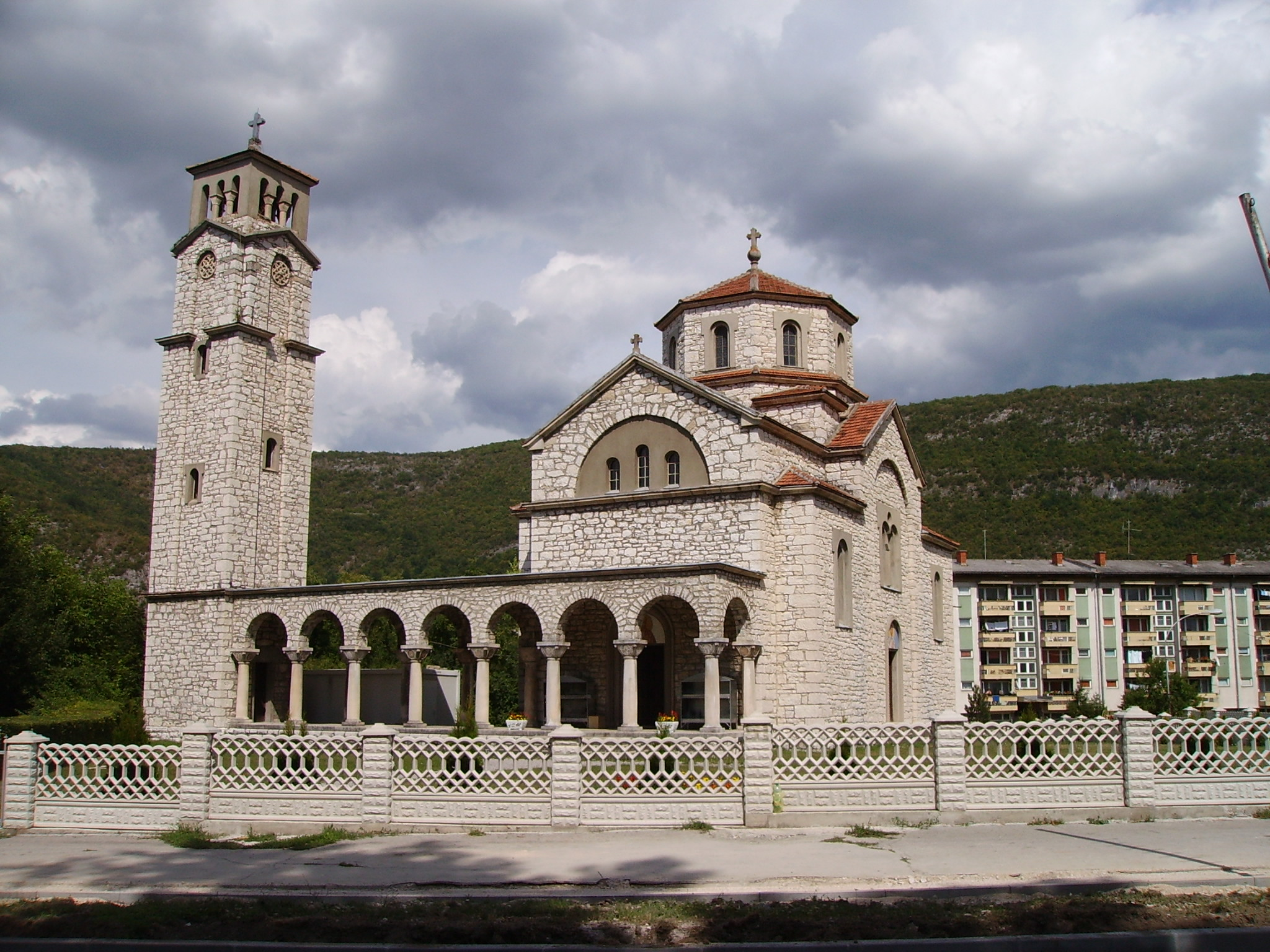
Die Kirche Hl. Sava im Stadtzentrum von Drvar

Die Kirche Hl. Sava (serbisch: Црква Светог Саве, Crkva Svetog Save), auch Kirche Hl. Sava von Serbien genannt, ist eine serbisch-orthodoxe Kirche in der Stadt Drvar im nordwestlichen Bosnien und Herzegowina.
Sie wurde von 1936 bis 1939 erbaut. Die Kirche ist dem serbischen Nationalheiligen, dem ersten Erzbischof und dem Erleuchter des serbischen Volkes, Sava von Serbien geweiht. Sie ist die Pfarreikirche der Pfarreien Drvar I und Drvar II im Dekanat Bosansko Grahovo-Drvar, der Eparchie Bihać-Petrovac der Serbisch-Orthodoxen Kirche.

## Lage
Die Kirche befindet sich im Stadtzentrum von Drvar an der Hauptstraße der Stadt der Titova Ulica. Das Gotteshaus steht nahe am Ufer des Flusses Unac, eines rechten Nebenflusses der Una.

## Geschichte

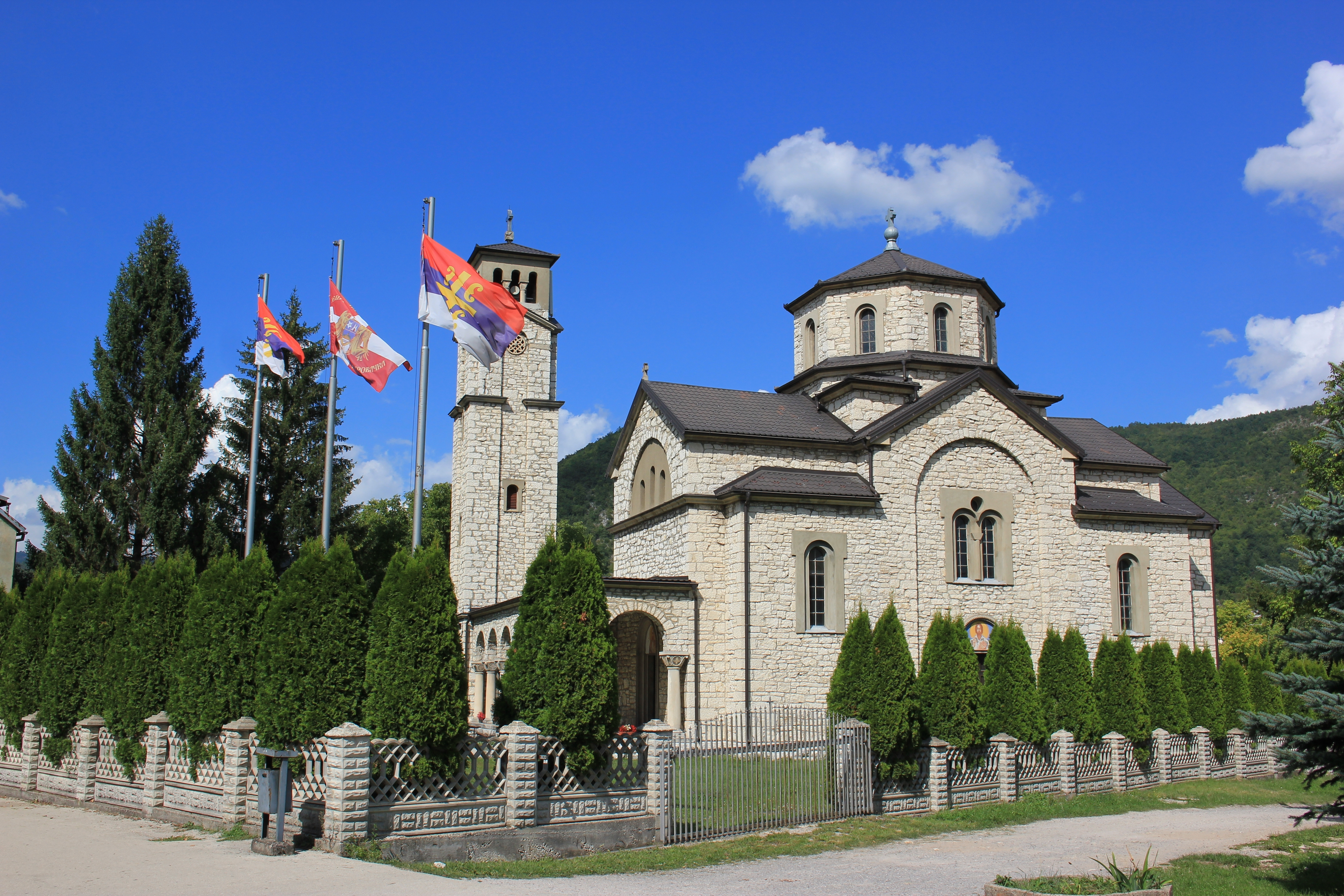
Die Kirche Hl. Sava (2018)

### Die Kirche im Zweiten Weltkrieg und Jugoslawien
Die von 1936 bis 1939 im damaligen Königreich Jugoslawien erbaute Kirche wurde im Zweiten Weltkrieg 1941, von den kroatischen Ustaša verwüstet, geplündert und schwer zerstört. Nach Kriegsende im nun sozialistischen Jugoslawien wurde die Kirche bis 1968 als Lagerplatz für Salz und Mehl benutzt.
1969 gelang es dem Bischof Nikolaj Mrđa die Kirchenschlüssel von den kommunistischen Behörden zurückzuerhalten und die Kirche für Gottesdienste herzurichten. 1989 wurde die Kirche Hl. Sava feierlich eingeweiht. Kirchenpate war der bekannte Anwalt, Veljko Guberina, aus der serbischen Hauptstadt Belgrad.
Am 4. August 1991 wurde in der Kirche der erste Bischof der Eparchie Bihać-Petrovac, Hrizostom Jević, inthronisiert. In der Kirche befinden sich auch die Reliquien von Serben, die im Zweiten Weltkrieg gefoltert und im Juni 1941 in die Schlucht Risovačka jama geworfen wurden, darunter die heiligen Priestermärtyrer Milan Banjac und Milan Golubović. Am 1. Juli 2002 besuchte der damalige serbische Patriarch Pavle das Gotteshaus.

### Die Kirche im Bosnienkrieg
1995, im letzten Jahr des Bosnienkriegs, verwüsteten bei der Eroberung der von Serben bewohnten Stadt Drvar kroatische Soldaten der HVO die Kirche Hl. Sava, zudem stahlen die Soldaten die Ikonen und andere Kostbarkeiten aus der Kirche, auch zerstörten sie die Ikonostase.
Die Kirche wurde dabei schwer beschädigt. Die Mehrheit der serbischen Einwohner von Drvar und den umliegenden Dörfern war in die Republika Srpska oder nach Serbien geflohen. Kurz nach dem Bosnienkrieg 1996 und 1998 vereitelten die nun kroatischen Bewohner der Stadt eine Rückkehr der ehemals serbischen Einwohner nach Drvar und die umliegenden Dörfer.

### Die Kirche nach dem Bosnienkrieg
Heute ist die Mehrheit der ehemaligen serbischen Einwohner nach Drvar und Umgebung zurückgekehrt. Seit 1998 hat der ehemalige Verwalter der Pfarrei und damaliger Mönch Sergije Karanović, mit dem Wiederaufbau der Kirche und des orthodox-kirchlichen Lebens in der Pfarrei Drvar begonnen. Diese Arbeit führen seine Nachfolger weiter aus.
2006 wurden drei Fenster der Kirche von Unbekannten zerstört, die Fenster wurden erneuert. Im April 2013 traf ein Blitz die Kirche, wobei das steinerne Kreuz aus dem Jahr 1939 zerbrach und das Dach des Gotteshauses beschädigte.
Das Kirchengebäude besitzt typisch für orthodoxe Gotteshäuser, eine Ikonostase mit Ikonen. Die Kirche ist jedoch nicht mit byzantinischen Fresken ausgemalt.
Der Wiederaufbau der Kirche und des kirchlichen Lebens dauert bis heute an. Bisher erlaubten die Stadtbehörden von Drvar keinen Bau eines Pfarrhauses, eines Kirchensaales oder einer Kanzlei für die Priester auf dem Pfarrgrundstück.